# Телетермальні родовища
Телетермальні родовища — тип гідротермальних родовищ корисних копалин, сформованих внаслідок відкладення мінеральної маси з гарячих мінералізованих водних розчинів, що циркулюють неглибоко від поверхні землі і володіють температурою від 50 до 200 ° С. Зазвичай утворюють пластоподібні поклади, рідше жильні тіла з порівняно простим мінеральним складом руди (деякі родовища руд стибію, ртуті, бариту, флюориту). Телетермальні родовища виділені американським геологом Л. Грейтоном в 1933. Починаючи з 1969 Телетермальні родовища свинцевих, цинкових і мідних руд виділяють в особливий клас стратиформних родовищ.